# Штукенберг, Антон Иванович
Анто́н Ива́нович Шту́кенберг (1816, Вышний Волочёк — 1887, Санкт-Петербург) — российский инженер-путеец, писатель

. Тайный советник.

## Биография
Родился 15 (27) августа 1816 года в Вышнем Волочке, был сыном известного инженера и гидрографа И. Ф. Штукенберга.
В 1836 году окончил Институт инженеров путей сообщения с чином поручика. До 1840 года служил в Восточной Сибири, исследовал пути в Забайкальских горах, занимался трассировкой Кругобайкальской железной дороги. Там он близко познакомился с декабристами, со многими был в той или иной степени дружен. Когда умер Н. А. Бестужев, 15 мая 1855 года, А. И. Штукенберг, писал о нём: 
И пока на Руси такие люди будут изнывать в темной неизвестности, окруженные или крепостными стенами или пустынею, а бездарные всем двигать, нейти ей, родимой, вперед, а только сидеть сиднем, как Илье Муромцу, в ожидании, что бог даст ноги.
Кроме того, он записал рассказ декабриста А. И. Якубовича о дуэли с Грибоедовым (с оговоркой, что рассказ может быть выдумкой, поскольку слишком схож с сюжетом повести А. С. Пушкина «Выстрел»).
В 1840 году он получил новое назначение: участвовать в работах по исправлению Вишерского канала Вышневолоцкой водной системы.
В 1842—1849 годах исследовал направление и строил часть Николаевской железной дороги — от станции Вышний Волочёк до станции Калашниково.
После её открытия, с 1849 по 1855 год, управлял движением от Окуловской до Спировской станции.
В 1855—1857 году по распоряжению главноуправляющего путями сообщения был командирован в Крым для устройства военных железных дорог, после этого в 1857—1863 годах служил в Санкт-Петербурге начальником отделения I округа путей сообщения, в этот период (в 1859 году) по его проекту был перестроен Каменноостровский мост: арочные конструкции были заменены балочными, подкосной системы.
В 1863—1865 годах служил в Москве — начальником III округа Корпуса инженеров путей сообщения.
В 1865—1887 годах был членом техническо-строительного комитета при Министерстве внутренних дел в Санкт-Петербурге и с 1873 года старшим техником при петербургской городской управе. В этой должности он принимал деятельное участие в работе комиссии по устройству постоянного моста имени императора Александра II (Литейного) через реку Неву. Им был построен Большой Крестовский мост и произведены некоторые другие городские постройки. с 20 апреля 1869 года — действительный статский советник, затем — тайный советник.
Умер 7 (19) марта 1887 года в Санкт-Петербурге на 71-м году от рождения. Похоронен на Волковском лютеранском кладбище, на семейном участке Штукенбергов (Баронская дорога, уч. 23).

## Научные труды
Перевёл и издал работы своего отца:
- Статистические труды И. Ф. Штукенберга. — СПб., 1857—1860: Статья VI. Описание Пензенской губернии : пер. с нем. — СПб.: В Типографии И. И. Глазунова и комп., 1857. — 18, [1] с.;
- «Петербургские Ведомости», 1857, № 52, то же «Журнал Министерства Народного Просвещения», 1857, часть XCIX, и отдельно: СПб., 1857 «Иван Феодорович Штукенберг и его сочинения»;

Работы А. И. Штукенберга:
- «Практические заметки по строительной части» (с чертежами). — СПб., 1857.
- «Кругобайкальская дорога» («Журнал Главного Управления Путей Сообщения», 1859 год, тома XXVII и XXIX).
- «Осип Иванович Корицкий» (биография, ib., 1861, том XXXIII, № 1).
- «Биография Ивана Феодоровича Штукенберга» (ib., 1861, том XXXV).
- «Санкт-Петербург в строительном отношении» (ib., 1862, том XXXVII, книга 4).
- «О разведении в России хлопчатой бумаги в Закавказском крае» («Северная Пчела», 1862, № 174; то же «Сын Отечества», 1862, № 197).
- «О средствах для построения в России железных дорог» («Северная Пчела» 1862; то же «Зритель», 1863, № 1).
- «Рецензия на книгу графа де Рошфора: Строительная технология и архитектура гражданских зданий» («Деятельность», 1869, № 43).
- «Водопроводы с принадлежащими к ним сооружениями» (СПб., 1871, 2 выпуска).
  - Устройство водопроводов с принадлежащими к ним сооружениями. — 2-е изд., испр. и доп. — СПб.: тип. В. Веллинга, 1878. — VIII, 381 с., 7 л. черт.
- «Барометрическое измерение высот и нивелирование металлическим пружинным барометром» (СПб., 1873).
- Пневматическая канализация, или Удаление домашних нечистот из городов по чугунным трубам силой атмосферного давления с применением к Петербургу. — СПб.: тип. М-ва пут. сообщ. (А. Бенке), 1874. — [4], 143 с., 6 л. черт.
- «Устройство отопления и проветривания (вентиляции) жилых покоев и общественных помещений в зданиях всех видов» (СПб., 1874, выпуск I).
- Пневматическая канализация (дополнение к книге, изданной в 1874 г.) — СПб.: Тип. М-ва Путей Сообщения, 1875. — 54 с.

Кроме научных работ Штукенберг писал и художественную литературу:
- Собрание стихотворений «Осенние листья» (СПб., 1866), изданных под псевдонимом Антон Крутогоров (см. альбом «Знакомые» М. И. Семевского. — С. 214).
- После смерти были изданы:
  - Три стихотворения: «Жизнь и море», «Цветы» и «Послание М. И. Семевскому» («Знакомые», альбом М. И. Семевского, СПб., 1888, стр. 214—216).
  - Из мемуаров / Публ. и предисл. З. И. Власовой // Литературное наследие декабристов. — Л., 1975. — С 358—370.
  - Из неопубликованных «Мемуаров Антона Штукенберга»: (Встречи с декабристами в Сибири) / Публ. и предисл. М. И. Воронина // ИЗ. — 1975. — Т. 96. — С. 359—369[3].

## Семья
Женился на Ольге Адольфовне Мейнгардт (?—17.2.1902). Их дети:
- Елена (1843—1883)
- Александр (1844—1905) — русский геолог и палеонтолог, заслуженный профессор.
- Альфред (1846—1899) — присяжный поверенный
- Зинаида (?—1942)
- Павел (1851—1897) — инженер путей сообщения.
- Леопольд (1857—?)
- Евгений (1859—?) — городской архитектор Николаева.
- Владимир (1860—?)
- Павел (1861—1897)
- Антон (1867—?) — русский геолог и краевед.
- Вера (1874—1944) — жена архитектора С. А. Данини